# Lorna Maitland
Lorna Maitland, all'anagrafe Barbara Popejoy (Glendale, 19 novembre 1943), è un'attrice cinematografica statunitense.

## Biografia
Lorna Maitland faceva la ballerina a Las Vegas, quando rispose a un annuncio che pubblicizzava un provino per il film Lorna, diretto da Russ Meyer nel 1964. La Maitland fu una delle 132 donne che si presentarono al provino. In quel periodo era incinta di tre mesi, e il suo corpo generoso, con un seno reso più prosperoso dalla gravidanza, convinsero Meyer a darle la parte della protagonista. «Quando ho visto che i suoi seni non rispondevano alla forza di gravità e rimanevano su, ho pensato: "Incassi!"», dichiarò il regista. Il film lanciò la Maitland tra le icone del cinema exploitation, e l'attrice sembrava avere davanti a sé una carriera fortunata. Ma, dopo aver interpretato un altro film di Meyer, Mudhoney (1965), ed essere apparsa nella parte di sé stessa nel documentario di Meyer Mondo Topless (in cui è presente il suo provino per Lorna), la Maitland si ritirò dal cinema.

## Filmografia
- Lorna, regia di Russ Meyer (1964)
- Mudhoney, regia di Russ Meyer (1965)
- Mondo Topless, regia di Russ Meyer (1966)
- Hot Thrills and Warm Chills, regia di Dale Berry (1967)
- Hip Hot and 21, regia di Dale Berry (1967)